# Serra da Boa Viagem
Serra da Boa Viagem (Hügel der guten Reise) ist der Name eines Hügelzuges in Küstenlage sowie eines kleinen portugiesischen Dorfes in der Region Coimbra, etwa drei Kilometer östlich von Figueira da Foz. Die Stadt Aveiro liegt etwa 45 km nördlich.

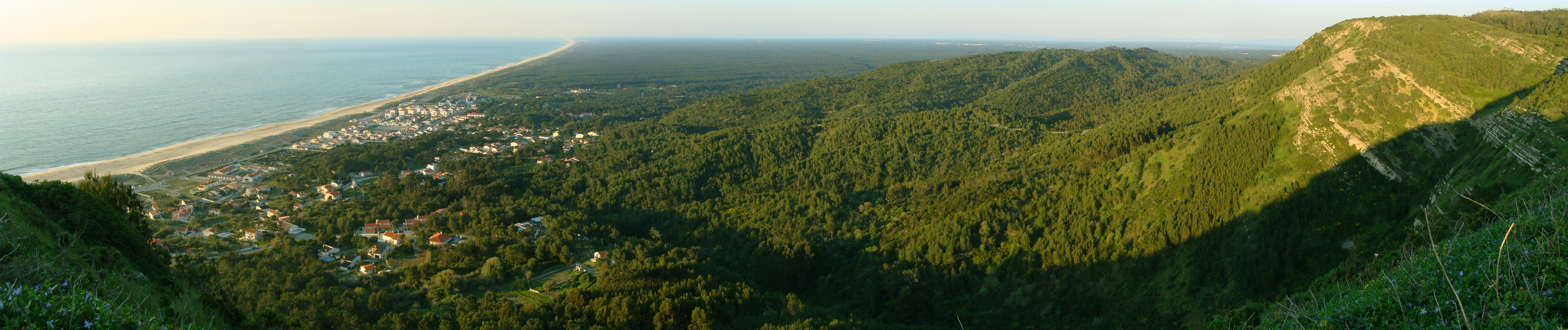
Serra da Boa Viagem und Quiaios

Bekannt ist sein Naturpark und ein Aussichtspunkt (Bandeira), von dem aus bei gutem Wetter bis nach Aveiro gesehen werden kann.

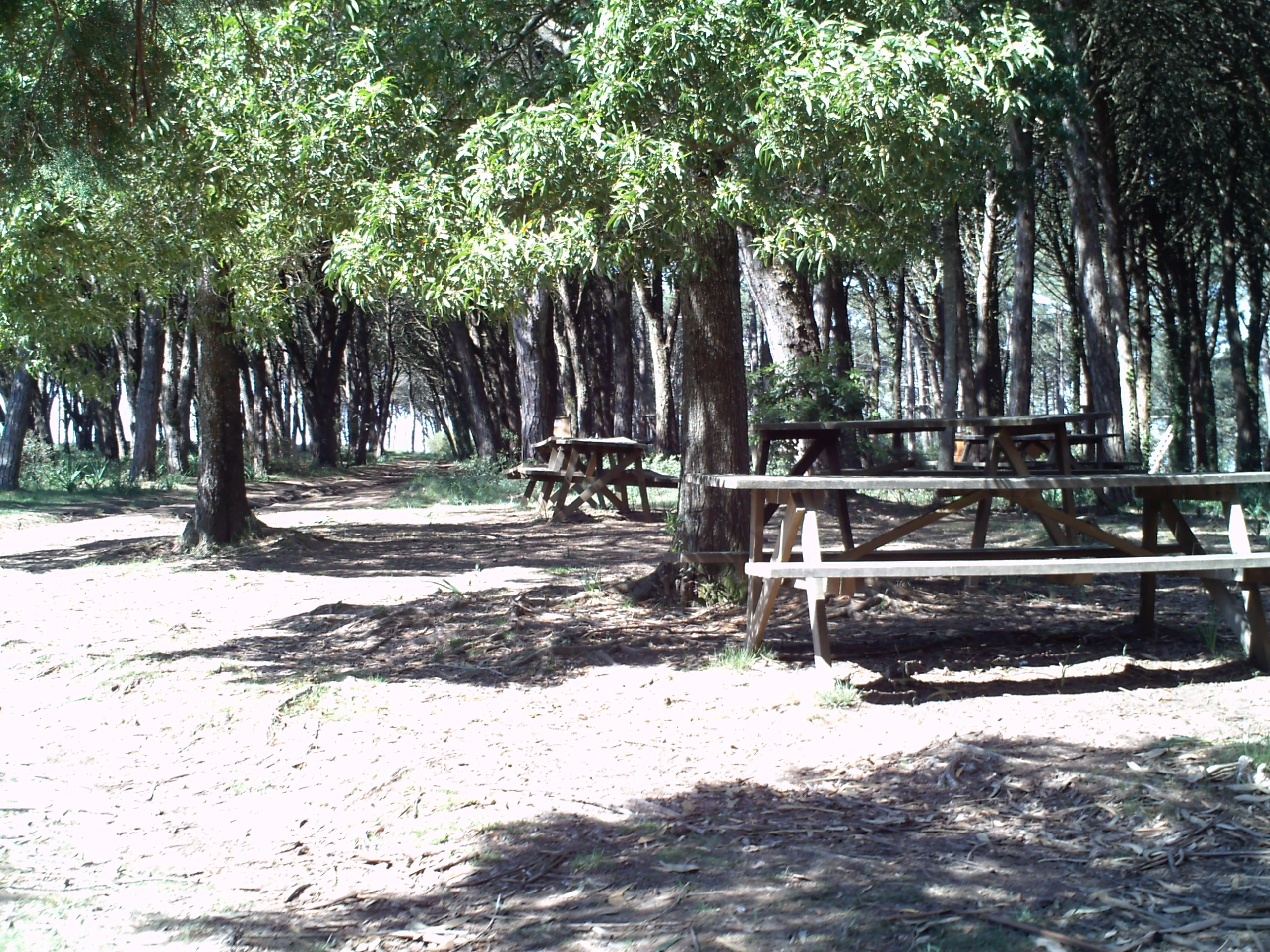
In der Serra da Boa Viagem

Die Serra da Boa Viagem steigt vom Cabo Mondego landeinwärts bis auf 261,88 Meter Höhe an.